# سلحية
السُّلَحِيَّة هو جنس من الفطريات التي تنتمي إلى فصيلة فطريات النخر.